# Джонс, Зик
Ларри Ли "Зик" Джонс, более известный как Зик Джонс (англ. Larry Lee "Zeke" Jones; 2 декабря 1966 года, Ипсиланти, штат Мичиган, США) — американский борец вольного стиля и тренер. Чемпион мира, серебряный призёр Олимпийских игр 1992 года, многократный обладатель Кубка мира, чемпион Панамериканских игр, победитель Игр доброй воли .

## Спортивная карьера
- Чемпион мира (1991), бронзовый призёр чемпионата мира (1995).
- Серебряный призёр Олимпийских игр (1992).
- Обладатель Кубка мира (1991, 1993, 1994, 1995).
- Чемпион Панамериканских игр (1995), бронзовый призёр Панамериканских игр (1991).
- Серебряный призёр Панамериканского чемпионата (1989).
- Победитель Игр доброй воли (1994), бронзовый призёр Игр доброй воли (1990).
- Чемпион США (1989, 1990, 1991, 1993, 1994, 1997).
- Серебряный призёр Всеамериканского студенческого NCAA чемпионата США (1990). В 1988-1990 годах был трижды признан "All-American атлетом"[англ.] (борьба)[2].
- Серебряный призёр Кубка мира среди молодёжи (1986).
- Чемпион США среди молодёжи (1986).

## Тренерская карьера
Ещё в период спортивной карьеры в 1989 году работал помощником тренера по борьбе в Университете штата Айова.
 
После окончания карьеры активного борца занимал ряд тренерских должностей. Несколько раз был  тренером или помощником тренера сборной США по вольной борьбе на Олимпийских играх и чемпионатах мира. Также был тренером в разных университетах. В 2001 году был признан национальным тренером года по вольной борьбе в США. В 2005-2008 годах был главным тренером в Университете штата Пенсильвания.
 
Был членом Совета директоров Олимпийского комитета США (USOC), Консультативного совета USOC и Совета директоров Федерации борьбы США.

В 2008-2014 годах занимал пост главного тренера сборной США. С весны 2014 года стал главным тренером в Университете штата Аризона.

В 2017 и 2018 годах был признан "Тренером года" Конференции Pac-12.

## Семья
Женат, отец четырех детей.

## Признание
- Член Зала спортивной славы Университета штата Аризона.
- Член Зала спортивной славы штата Мичиган.
- В 2005 году введен в Зал национальной славы борьбы США[5].

## Видео
- Чемпионат мира 1991, вольная борьба, до 52 кг, финал: Зик Джонс (США) — Валентин Йорданов (Болгария)
- Fuel Our Future — Zeke Jones  (англ.)